# 大野友則
大野 友則（おおの とものり）は、防衛大学校名誉教授。一般社団法人防衛施設学会理事長。

## 経歴
- 1973年 - 防衛大学校（土木工学門）卒業
- 1978年 - 防衛大学校理工学研究科地球工学専門卒業
- 1986年4月 - 防衛大学校講師
- 1989年10月 - 同助教授
- 1995年4月 - 同教授

## 栄典
- 2021年4月 瑞宝中綬章[2]

## 出演番組
- 世界一受けたい授業